# Oryzopsis holciformis
Oryzopsis holciformis är en gräsart som först beskrevs av Friedrich August Marschall von Bieberstein, och fick sitt nu gällande namn av Eduard Hackel. Oryzopsis holciformis ingår i släktet Oryzopsis och familjen gräs.

## Underarter
Arten delas in i följande underarter:
- O. h. abyssinica
- O. h. longiglumis